# Međunarodni centar za proučavanje očuvanja i restauracije kulturne baštine
Međunarodni centar za proučavanje očuvanja i restauracije kulturne baštine (International Centre for the Study of the Preservation and Restoration of Cultural Property - ICCROM) međunarodna je organizacija posvećena očuvanju kulturne baštine u svijetu, i to kroz obuku, širenje informacija, istraživanja, poticanje suradnje i zastupanje programskih ciljeva. Unaprjeđenje područja konzervatorsko-restauratorske djelatnosti i podizanje svijesti o važnosti i krhkosti kulturne baštine osnove su djelovanja centra.
Stvaranje Centra potaknuto je na UNESCO-ovoj konferenciji u New Delhiju, 1956. Tri godine kasnije, Centar je osnovan u Rimu, Italija, gdje mu je sjedište ostalo do danas.
ICCROM svojom djelatnošću odgovara na potrebe svojih 129 članica (stanje u veljači 2010.).
Republika Hrvatska članica je ICCROMA od 18. listopada 1993. godine.

## Vanjske poveznice
- ICCROM Službene stranice (na engleskom i francuskom)
- AFRICA 2009  Arhivirana inačica izvorne stranice od 8. prosinca 2021. (Wayback Machine) – Conserving Immovable Cultural Heritage in Sub-Saharan Africa (na engleskom i francuskom)
- CollAsia 2010 — Conserving Heritage Collections in Southeast Asia
- EPA – École du Patrimoine Africain/School of African Heritage (na engleskom i francuskom)
- SOIMA  Arhivirana inačica izvorne stranice od 23. kolovoza 2019. (Wayback Machine) – Challenges and Solutions to Sound and Image Preservation